# Alexander Helwig Wyant
Alexander Helwig Wyant (Port Washington,Ohio, el 11 de enero de 1836 - Nueva York el 29 de noviembre de 1892) fue un pintor estadounidense destacado en el arte de paisajes. 
Fue pupilo del pintor noruego Hans Gude en Karlsruhe, Alemania. Las obras de Wyant fueron principalmente paisajes desde las alturas de las Montañas Adirondack. Wyant fue elegido en 1869 como miembro honorario de la National Academy of Design (Academia Nacional de Diseño) en Nueva York. Durante una exploración patrocinada por el gobierno estadounidense en Arizona y Nuevo México en 1872, Wyant sufrió una parálisis en su brazo derecho. 